# فيتشيغودسكي
فيتشيغودسكيي (بالروسية: Вычегодский) هي مدينة في مقاطعة أوبلاست أرخانغلسك في روسيا.